# Березники (Ковельський район)
Березники́ — село в Україні, у Самарівській сільській громаді Ковельського району Волинської області.

## Історія
У 1906 році хутір Леликівської волості Ковельського повіту Волинської губернії. Відстань від повітового міста 75 верст, від волості 5. Дворів 10, мешканців 71.
До 17 травня 2017 року село підпорядковувалось Самари-Оріхівській сільській раді Ратнівського району Волинської області.

## Населення
Згідно з переписом УРСР 1989 року чисельність наявного населення села становила 131 особа, з яких 56 чоловіків та 75 жінок.
За переписом населення України 2001 року в селі мешкали 122 особи.

### Мова
Розподіл населення за рідною мовою за даними перепису 2001 року:
| Мова       | Відсоток |
| ---------- | -------- |
| українська | 99,19 %  |
| білоруська | 0,81 %   |